# Lürsen und Stedefreund
Inga Lürsen und Nils Stedefreund  sind fiktive Personen aus der Fernsehreihe Tatort. Von 1997 bis 2001 ermittelte Lürsen zunächst allein. Von Dezember 2001 bis April 2019 bildete sie zusammen mit Stedefreund das Ermittlerteam in den Tatort-Filmen, die in Bremen spielten und von Radio Bremen produziert wurden. Sabine Postel und Oliver Mommsen verkörperten die Kriminalbeamten. Ende Februar 2017 wurde bekannt, dass Postel und Mommsen Anfang 2019 aus der Tatort-Reihe ausstiegen.
Im Dezember 2019 wurden Jasna Fritzi Bauer, Dar Salim und Luise Wolfram als Ermittler-Trio Liv Moormann, Mads Andersen und Linda Selb als Nachfolger für Lürsen und Stedefreund präsentiert.

## Figuren
Inga Lürsen und Nils Stedefreund arbeiteten im Kommissariat 31 der Bremer Kriminalpolizei. Die Folgen spielten sowohl in Bremen als auch in Bremerhaven.

### Inga Lürsen

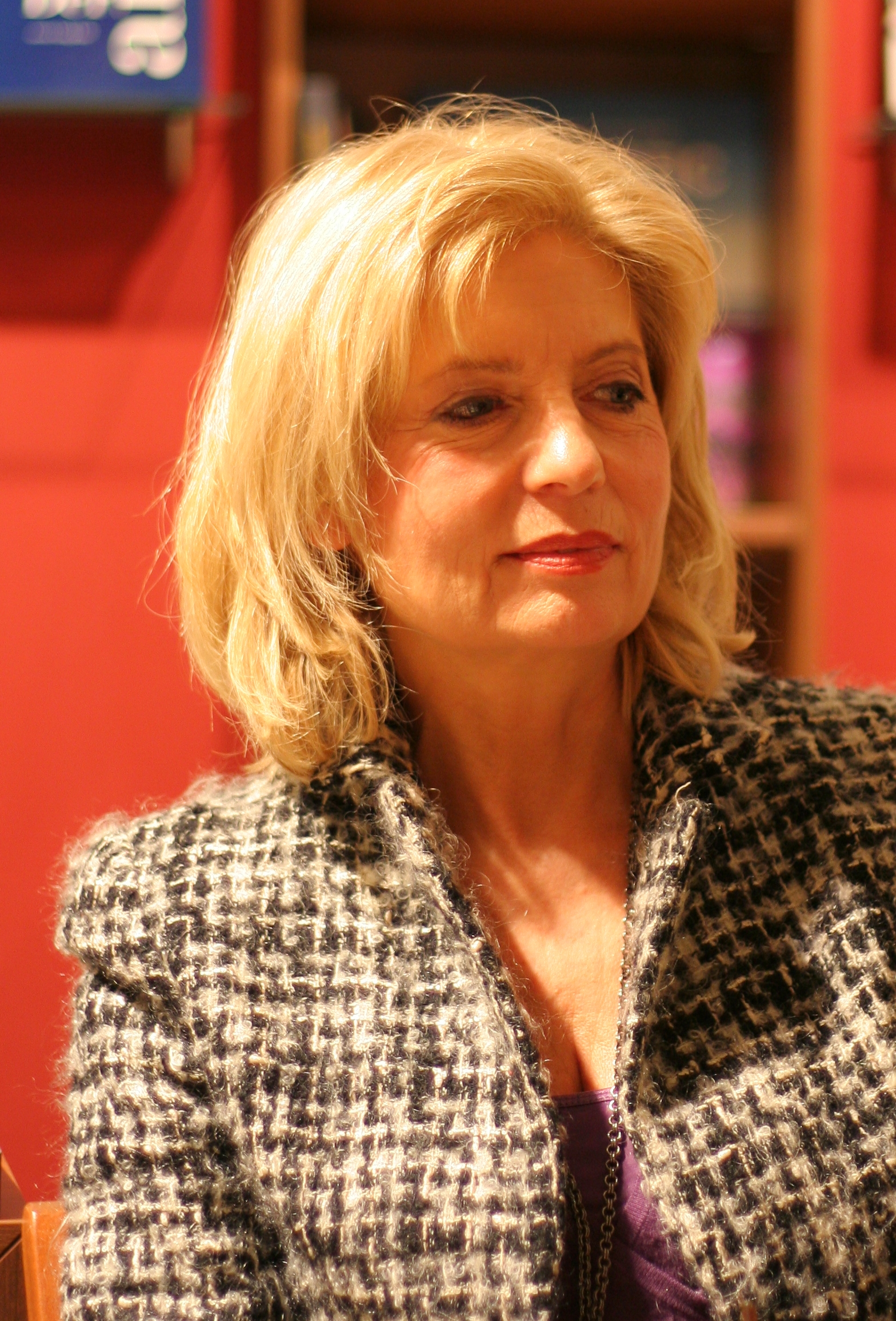
Sabine Postel verkörpert Inga Lürsen.

Kriminalhauptkommissarin Inga Lürsen, gespielt von Sabine Postel, hat von Kindheit an in Bremen gelebt. Am 20. Mai 1953 in der Freien Hansestadt Bremen geboren, nahm sie 1971 in Rostock an einem „Zeltlager für den Frieden“ teil, engagierte sich in der Friedensbewegung und demonstrierte mit Freundin Conny Barop gegen das Atomkraftwerk in Brokdorf. So war ihr Entschluss, zur Polizei zu gehen, schon eine Überraschung für viele ihrer alten Freunde, von denen sich einer sogar einer terroristischen Bewegung anschloss. Der Tatort Schatten gehört zu einer Schlüsselepisode, durch die man verstehen kann, warum Inga Lürsen so ist, wie sie ist: schon immer für Gerechtigkeit kämpfend und dabei nicht hinnehmend, wenn der Staat selbst das Recht oder auch ihre Person beugen will.
Lürsen heiratete Lothar Reinders, einen Lehrer, und bekam die gemeinsame Tochter Helen.  Als das Mädchen acht Jahre alt war, trennten sich die Wege des Ehepaars. Helen blieb bei ihrem Vater und Lürsen wohnte wieder allein in einem Altbremer Haus. Nach der Trennung nahm die Kommissarin dann ihren Geburtsnamen wieder an. Männern gegenüber ist sie zwar nicht uninteressiert, aber zu einer echten Beziehung reicht es zumeist nicht. So lebt sie fortan fast nur für ihren Beruf.
Am 28. Dezember 1997 war der Start für Inga Lürsen als Ermittlerin in Bremen. Bis Kommissar Nils Stedefreund auf der Bildfläche erschien, hatte sie mit mehrfach wechselnden Assistenten zu tun. Lürsen besticht durch Sachlichkeit und Rationalität, manchmal jedoch auch mit einem gewissen Hang zu Perfektion; hinzu kommen Kontrollneurosen, die ihr Wesen prägen. Da sie „am Tatort“ arbeiten will und die Arbeit am Schreibtisch ihr eher lästige Pflicht ist, hat sie keine Ambitionen, auf der Karriereleiter weiter nach oben zu steigen und Kommissariatsleiterin zu werden. Diplomatie ist nicht ihre Stärke und ihre gelegentlichen emotionalen, fast jähzornigen Ausbrüche zeigen dies deutlich. Auch begibt sich die Kommissarin des Öfteren mit Alleingängen selbst in höchste Gefahr. Sowohl ihre Kollegen als auch ihre Vorgesetzten erkennen ihre fachliche Kompetenz an. Lürsen selbst lässt auf ihren engsten Mitarbeiter Nils Stedefreund nichts kommen. Sie pflegt einen partnerschaftlichen und fairen Umgang mit ihm.
Nach Feierabend gönnt sich die Kommissarin gern auch mal ein Glas Rotwein. Was in ihr vorgeht, gibt sie nur in seltenen Momenten preis. Die teils schlimmen Schicksale, in die sie durch ihren Beruf hineingezogen wird, verlangen ihr ab, einen Schutzwall um sich herum aufzubauen. Ihrer Tochter gegenüber hat Lürsen oft ein schlechtes Gewissen, weil sie ihr nie die Mutter sein konnte, wie sie es hätte sein sollen. Ähnlich belastet es sie, als sie ihren alzheimerkranken Vater ins Pflegeheim geben muss.
Obwohl sie sich erst schwer damit tut, Helens Wunsch, auch Polizistin zu werden, zu akzeptieren, findet sie sich letztlich damit ab und unterstützt ihre Tochter so gut sie kann, auch wenn es mal wieder darum geht, sich um deren Hund „Paul“ zu kümmern. Eine Überraschung ist es für Lürsen dann doch, dass ihre eigene Tochter ab Oktober 2010 die Leitung der Mordkommission in Bremen übernimmt und somit zu ihrer Vorgesetzten wird.

### Nils Stedefreund

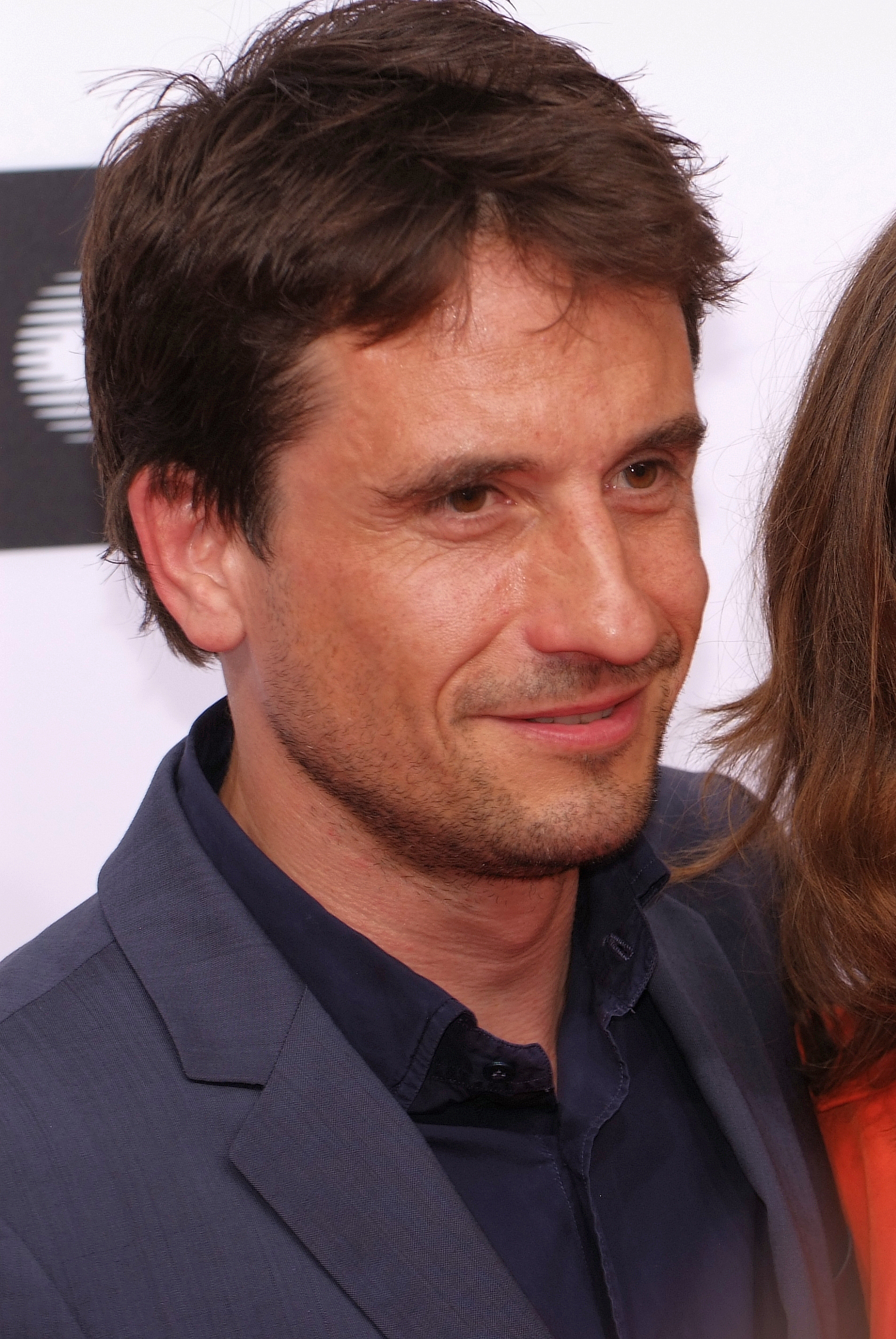
Oliver Mommsen verkörpert Nils Stedefreund.

Kriminalhauptkommissar Nils Stedefreund, gespielt von Oliver Mommsen, ist 1969 geboren und im Raum Hannover aufgewachsen. Er hat als Kind und auch als Jugendlicher einen Teil seiner Zeit in Bremen und Bremerhaven verbracht, da der talentierte Fußballer zur B-Jugend des SV Werder Bremen gehörte. Mit 15 Jahren musste er dann wegen einer Meniskusschwäche das Fußballspielen aufgeben. In Bremerhaven begann er seine Kommissarslaufbahn. Eine kurze Ehe mit Bettina, die ihn bei einem Seitensprung ertappte, liegt hinter ihm. Bereits mit 29 Jahren war er wieder geschieden.
Stedefreund wurde dann nach Bremen versetzt und wohnte nun in einer Eigentumswohnung im Steintorviertel mit Tischkicker mitten im Raum und Rennrad an der Wand. Nebenberuflich verkaufte er zeitweise Alarmanlagen, da seine finanzielle Situation recht angespannt war, auch weil seine Exfrau zunächst 900 Euro Unterhalt forderte. Stedefreund selbst pflegte keinen aufwendigen Lebensstil. Bei seiner Versetzung nach Bremen sollte er Inga Lürsen zunächst für drei Monate vertreten, da Lürsen in dieser Zeit Unterricht an der Polizeiakademie erteilte. Stedefreund ging anfangs davon aus, Lürsens Nachfolge übernehmen zu können, fühlte sich dann aber auch als ihr Partner mit ihr als Chefin recht wohl. In ihrem 22. gemeinsamen Fall (Puppenspieler) entschloss er sich angeblich als Ausbilder nach Afghanistan zu gehen und die gemeinsame Arbeit aufzugeben. In Wirklichkeit arbeitete er verdeckt für das BKA (Wo ist nur mein Schatz geblieben?). Diese Auszeit dauerte nur kurz; er kehrte nach Bremen zurück und wurde wieder Inga Lürsens Partner.
Stedefreunds Lebenseinstellung tendierte dahin, es sich selbst nicht schwerer zu machen als nötig, was ihm eine gewisse Gelassenheit gab und ihn eher selten in Situationen brachte, in denen er sich aufregte. Damit war er für Inga Lürsen ein kongenialer und ergänzender Partner, der ihr auch gelegentlich loyal den Rücken freihielt.
Er stirbt in der Folge Wo ist nur mein Schatz geblieben?, erschossen von einem BKA-Beamten aus Rache dafür, dass Stedefreund seinen Chef der Verhaftung zugeführt hat.

### Helen Reinders
Helen Reinders, gespielt von Camilla Renschke, ist Inga Lürsens Tochter aus der Ehe mit Lothar Reinders. Als sich ihre Eltern scheiden ließen, lebte sie bei ihrem Vater, weil er als Lehrer einen geregelteren Tagesrhythmus hatte. Die Wochenenden verbrachte sie meist bei ihrer Mutter. Kurz vor dem Abitur verlagerte sie ihren Lebensmittelpunkt dann vollständig zu ihr. Wegen eines leeren Kühlschranks kam es zwischen Mutter und Tochter öfter zu Differenzen. Auch dass Helen sich an ihren Rotweinvorräten bediente, missfiel Inga Lürsen. Andere Gegebenheiten, wie das Bad unter Wasser setzen und dergleichen, nahm Lürsen, die eine tolerante Mutter ist, eher gelassen hin, wie sie auch sonst die Entschlüsse, Vorhaben und Marotten der Tochter mittrug. Helen wiederum war es mitunter äußerst peinlich, wenn ihre Mutter an Orten auftauchte, an denen sie ihr eigenes Leben zu führen beabsichtigte. Nach dem Schulabschluss versuchte Helen ihren Weg zu finden und wechselte vom Au-pair-Job in Toronto zu ihrer „großen Liebe“ nach New York City. Da die Liebe nicht hielt, kam Helen zurück zur Mutter und probierte sich in verschiedenen Jobs aus, ohne klares Zukunftsbild. Lürsen drängte die Tochter dazu, eine eigene Wohnung zu beziehen und selbst für sich zu sorgen.
Nachdem die junge Frau in einer Behinderteneinrichtung gearbeitet hatte, bewog sie ein Gespräch mit Nils Stedefreund dazu, eine Ausbildung bei der Polizei zu beginnen. Ab da wohnte sie mit einer anderen Polizeianwärterin zusammen. Lürsen tolerierte die Entscheidung der Tochter letztendlich, auch wenn sie Helen zuerst viele Beweggründe aufzeigte, die gegen eine solche Berufswahl sprachen. Als Helen dann im Oktober 2010 die Leitung der Mordkommission in Bremen übernahm und zur Vorgesetzten ihrer Mutter wurde, war das für Lürsen gewöhnungsbedürftig und zumindest zu Anfang nicht leicht.

### Karlsen
Kriminalassistent Karlsen, gespielt von Winfried Hammelmann, etwa 1960 geboren, Brillenträger und mittlerweile auch mit ergrautem Pferdeschwanz, recherchiert fleißig und erledigt unermüdlich alle ihm von Inga Lürsen und Nils Stedefreund übertragenen Aufgaben. Dabei benötigt er aber recht exakte Vorgaben, denn seine Fähigkeit mitzudenken ist nicht übermäßig stark ausgeprägt. Lürsen schätzt Karlsens Zuverlässigkeit, was die Erledigung von Rechercheaufgaben betrifft, ist sich aber bewusst, dass sein Aufgabenbereich nur begrenzt sein kann. Obwohl vom Typ her eher wortkarg, schafft Karlsen es immer mal wieder, laufende Ermittlungen negativ zu beeinflussen, indem er sich verplappert oder ungewollt Informationen an Verdächtige preisgibt. So passiert es gelegentlich, dass Lürsen und Stedefreund ihn an manchen Tagen wenig nett behandeln, was Karlsen als ungerecht empfindet. Da er kaum einmal ein Lob bekommt, ist er der Meinung, dass ihm ein solches auch einmal zustehe, da er in der Regel gute Arbeit abliefere.
Verheiratet ist Karlsen mit Pia; das Ehepaar hat einen Sohn. Seine Familie ist ihm sehr wichtig; aus ihr zieht er Kraft und den nötigen Rückhalt. Als es in seiner Ehe kriselt, wirft ihn das ziemlich aus der Bahn, was sich auch in seinem Auftreten äußert. Da Karlsen unsportlich ist und sich auch nicht fit hält, führt das bei Einsätzen, bei denen er sich bewegen muss, schon mal zu Kurzatmigkeit. Seine Wirkung auf andere ist durch Lethargie gekennzeichnet. Zu Kindern dagegen findet er leicht Zugang ebenso wie zu Tieren. „Paul“, dem Hund von Helen Reinders, der öfter bei ihm abgegeben wird, bringt er sogar kleine Kunststücke bei.

### Linda Selb

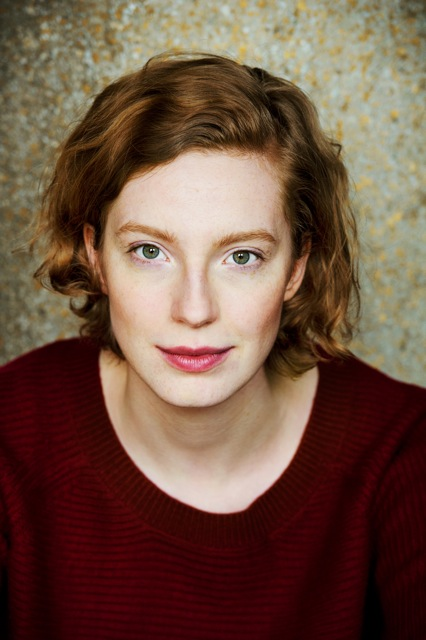
Luise Wolfram verkörpert Linda Selb

Linda Selb arbeitet als Kriminalhauptkommissarin für das BKA vorrangig als Kriminaltechnikerin. Sie wohnt in einem Tiny House an der Weser. Sie legt ein etwas eigensinniges, zum Teil autistisches und direktes Verhalten an den Tag, was hin und wieder dazu führt, dass sie ihren Kollegen vor den Kopf stößt. Abseits davon verfügt sie über eine stark ausgeprägte analytische Denkweise, welche sie und ihre Kollegen auf neue mögliche Ermittlungsstränge führt. Sie übt sich nach und nach in Empathie, einer Eigenschaft, die ihr offenbar fehlt.
Selb tauchte zuerst im Fall Der hundertste Affe auf. Sie war zeitweise in einer Beziehung mit Stedefreund, die sie am Ende ihres vierten gemeinsamen Falles beendeten. Außerdem ist seit derselben Episode bekannt, dass sie auch gelegentlich an Frauen interessiert sei. Nach dem Tod von Nils Stedefreund in der Episode Wo ist nur mein Schatz geblieben? verstreut Selb bei einem Tandemsprung zusammen mit Lürsen seine Asche in der Luft.

## Fälle
| Fall | Titel                             | Erstausstrahlung | Folge | Drehbuch                                           | Regie                           | Besonderheiten                                                                                                |
| ---- | --------------------------------- | ---------------- | ----- | -------------------------------------------------- | ------------------------------- | --- |
| 1    | Inflagranti                       | 28. Dez. 1997    | 376   | Sabine Thiesler                                    | Petra Haffter                   | |
| 2    | Brandwunden                       | 26. Apr. 1998    | 384   | Thommie Beyer                                      | Detlef Röhnfeldt                | |
| 3    | Voll ins Herz                     | 13. Sep. 1998    | 396   | Gabriella Wollenhaupt                              | Ulrich Stark                    | |
| 4    | Die apokalyptischen Reiter        | 24. Okt. 1999    | 425   | Urs Aebersold, Bernd Schwamm                       | Martin Gies                     | |
| 5    | Kalte Wut                         | 21. Okt. 2001    | 482   | Thorsten Näter                                     | Thorsten Näter                  | |
| 6    | Eine unscheinbare Frau            | 11. Nov. 2001    | 485   | Jochen Greve                                       | Martin Gies                     | erster Fall mit Stedefreund                                                                                   |
| 7    | Endspiel                          | 20. Mai 2002     | 500   | Britta Stöckle                                     | Ciro Capellari                  | |
| 8    | Schatten                          | 28. Jul. 2002    | 506   | Thorsten Näter                                     | Thorsten Näter                  | nominiert für den Adolf-Grimme-Preis und den Fernsehfilmpreis der Deutschen Akademie der Darstellenden Künste |
| 9    | Der schwarze Troll                | 25. Mai 2003     | 533   | Thea Dorn                                          | Vanessa Jopp                    | |
| 10   | Die Liebe der Schlachter          | 16. Nov. 2003    | 547   | Jochen Greve                                       | Thomas Jauch                    | |
| 11   | Abschaum                          | 04. Apr. 2004    | 562   | Thorsten Näter                                     | Thorsten Näter                  | |
| 12   | Scheherazade                      | 05. Jun. 2005    | 600   | Christian Jeltsch                                  | Peter Henning, Claudia Prietzel | Deutscher Fernsehpreis 2005 (Beste Kamera) und Deutscher Kamerapreis (Fernsehspiel) an Ngo The Chau           |
| 13   | Todesengel                        | 10. Jul. 2005    | 602   | Thorsten Näter                                     | Thorsten Näter                  | |
| 14   | Requiem                           | 25. Sep. 2005    | 607   | Thorsten Näter                                     | Thorsten Näter                  | |
| 15   | Stille Tage                       | 21. Mai 2006     | 632   | Jochen Greve                                       | Thomas Jauch                    | |
| 16   | Schwelbrand                       | 21. Jan. 2007    | 653   | Thorsten Näter                                     | Thorsten Näter                  | |
| 17   | Strahlende Zukunft                | 26. Aug. 2007    | 671   | Christian Jeltsch                                  | Mark Schlichter                 | |
| 18   | Familienaufstellung               | 08. Feb. 2009    | 721   | Thea Dorn, Seyran Ateş                             | Mark Schlichter                 | |
| 19   | Schiffe versenken                 | 24. Mai 2009     | 734   | Wilfried Huismann, Philip LaZebnik                 | Florian Baxmeyer                | |
| 20   | Tote Männer                       | 14. Jun. 2009    | 737   | Jochen Greve                                       | Thomas Jauch                    | Radio Bremen und WDR                                                                                          |
| 21   | Königskinder                      | 07. Feb. 2010    | 756   | Thorsten Näter                                     | Thorsten Näter                  | Radio Bremen und WDR                                                                                          |
| 22   | Schlafende Hunde                  | 30. Mai 2010     | 765   | Wilfried Huismann, Dagmar Gabler                   | Florian Baxmeyer                | |
| 23   | Stille Wasser                     | 13. Feb. 2011    | 790   | Thorsten Näter                                     | Thorsten Näter                  | Radio Bremen und WDR                                                                                          |
| 24   | Der illegale Tod                  | 15. Mai 2011     | 801   | Christian Jeltsch                                  | Florian Baxmeyer                | |
| 25   | Ordnung im Lot                    | 12. Feb. 2012    | 828   | Peter Henning, Claudia Prietzel                    | Peter Henning, Claudia Prietzel | |
| 26   | Hochzeitsnacht                    | 16. Sep. 2012    | 843   | Jochen Greve                                       | Florian Baxmeyer                | |
| 27   | Puppenspieler                     | 24. Feb. 2013    | 864   | Christian Jeltsch                                  | Florian Baxmeyer                | Erster Fall mit Leo Uljanoff                                                                                  |
| 28   | Er wird töten                     | 09. Jun. 2013    | 876   | Christian Jeltsch                                  | Florian Baxmeyer                | Tod von Leo Uljanoff                                                                                          |
| 29   | Brüder                            | 23. Feb. 2014    | 901   | Wilfried Huismann, Dagmar Gabler                   | Florian Baxmeyer                | |
| 30   | Alle meine Jungs                  | 18. Mai 2014     | 912   | Erol Yesilkaya, Boris Dennulat, Matthias Tuchmann  | Florian Baxmeyer                | |
| 31   | Die Wiederkehr                    | 15. März 2015    | 939   | Felix Götze, Sabine Radehold                       | Florian Baxmeyer                | |
| 32   | Wer Wind erntet, sät Sturm!       | 14. Juni 2015    | 951   | Wilfried Huismann                                  | Florian Baxmeyer                | |
| 33   | Der hundertste Affe               | 16. Mai 2016     | 987   | Christian Jeltsch                                  | Florian Baxmeyer                | Erster Fall mit Linda Selb                                                                                    |
| 34   | Echolot                           | 30. Okt. 2016    | 998   | Christine Otto, Peter Henning                      | Claudia Prietzel, Peter Henning | Ausstrahlung im Rahmen der ARD-Themenwoche „Zukunft der Arbeit“                                               |
| 35   | Nachtsicht                        | 12. März 2017    | 1014  | Matthias Tuchmann, Stefanie Veith                  | Florian Baxmeyer                | |
| 36   | Zurück ins Licht                  | 22. Okt. 2017    | 1032  | Christian Jeltsch, Olaf Kraemer                    | Florian Baxmeyer                | |
| 37   | Im toten Winkel                   | 11. März 2018    | 1051  | Katrin Bühlig                                      | Philip Koch                     | Fall ohne Selb                                                                                                |
| 38   | Blut                              | 28. Okt. 2018    | 1070  | Philip Koch, Holger Joos                           | Philip Koch                     | Fall ohne Selb                                                                                                |
| 39   | Wo ist nur mein Schatz geblieben? | 22. April 2019   | 1091  | Florian Baxmeyer, Michael Comtesse, Stefanie Veith | Florian Baxmeyer                | Tod Stedefreunds                                                                                              |

## Rezeption
„Beim Bremer Tatort hat man immer den Eindruck, Sabine Postel wolle uns davon überzeugen, dass auch die Hansestadt Anspruch auf Solidaritätszuschlag hat, so häßlich kommt der Ort rüber und so miesepetrig die Kommissarin.“

„Die Verantwortlichen des Bremer "Tatorts" (Redaktion: Annette Strelow) hatten stets den Mut, gesellschaftspolitische Stoffe mit dem Mitteln des B-Movies zu erzählen; oft führte Florian Baxmeyer bei diesen bizarr entfesselten Themen-Thrillern Regie.“